# Emre Altuğ
Niyazi Emre Altuğ (Isztambul, 1969. április 14. –) török popénekes, színész. Énekesi karrierje mellett számos népszerű televíziós sorozat, TV-film, mozifilm és musical főszereplője.

## Életrajza
Emre Altuğ az isztambuli Leventben született második gyermekként, édesanyja háztartásbeli, édesapja fogorvos. Tanulmányait az Isztambuli Egyetem Színitanulmányok szakán végezte. Játszott színpadon, és olyan előadók háttérénekese volt, mint Sezen Aksu, Sertab Erener, Levent Yüksel vagy Nilüfer, mielőtt 1999-ben İbreti Alem c. albuma megjelent. Második albuma, a Sıcak 2003-ban került az üzletekbe. Közben szerepelt reklámfilmekben, valamint olyan TV-filmekben, mint a Kolay Para (Könnyű pénz). 2004-ben adta ki harmadik lemezét Dudak Dudağa címmel, melyet egy évvel később a Sensiz Olmuyor követett. Az album címadó dala az azonos című televíziós sorozat főcímdala lett, melyben Emre játszotta a főszerepet. 2007-ben jelent meg ötödik nagylemeze Kişiye Özel címmel.
Az énekes tervei között szerepel egy angol nyelvű lemez, melyet a tervek szerint az Anastacia-val és Jennifer Lopez-zel is dolgozó Mark Feist és Damon Sharpe közreműködésével fog elkészíteni. 2008-ban feleségül vette Çağla Şikel török topmodellt.

## Diszkográfia
| Év   | Lemez                     | Kiadó           | Eladási adatok |
| ---- | ------------------------- | --------------- | -------------- |
| 1999 | İbret-i Alem              | Topkapı Müzik   |                |
| 2003 | Sıcak                     | DSM             |                |
| 2004 | Dudak Dudağa              | DSM             | 115 000        |
| 2005 | Sensiz Olmuyor            | DMC             |                |
| 2007 | Kişiye Özel               | DMC             |                |
| 2011 | Zil                       | DSM             |                |
| 2017 | Yıldırım Gürses Şarkıları | Poll Production |                |

## Filmográfia

### Televíziós sorozatok
- 2001: Tatlı Hayat: Başar Yıldırım
- 2003: Lise Defteri: Genc
- 2005: Sensiz olmuyor: Arda
- 2006: Hasret : Poyraz (minisorozat)
- 2006: Gülpare: Aslan (minisorozat)
- 2008: Mert ile Gert: Mert

### Játékfilmek
- 1999: Asansör
- 2000: Ağaçlar ayakta ölür (TV)
- 2002: Kolay para kazanma klavuzu: Eray
- 2004: Neredesin Firuze: énekes
- 2005: Balans ve Manevra: vendégszereplés
- 2006: Eve giden yol: Halit